# Litis contestatio
Litis contestatio (łac. stwierdzenie sporu) – czynność w rzymskim prawie procesowym, która kończyła postępowanie in iure (pierwszą część rzymskiego postępowania sądowego).
W czasie ferowania wyroku moment litis contestationis był dla sędziego istotny tak z punktu widzenia ustalania stanu faktycznego, jak i stanu prawnego, gdyż one stanowiły podstawę wyroku.

## W postępowaniu legisakcyjnym
Litis contestatio w postępowaniu legisakcyjnym miało formę wezwania świadków, którzy stwierdzali treść sporu. Ich stawienie się było gwarancją nieprowadzenia po raz drugi procesu o dany spór. (Zasada bis de eadem re ne sit actio lub bis de eadem re agere non licet).

## W postępowaniu formułkowym
Postępowanie formułkowe nie przewidywało wzywania świadków; zamiast tego litis contestatio polegało na przekazaniu wcześniej ustalonej formułki pozwanemu (tzw. edere iudicium) przez powoda. Pozwany musiał ją przyjąć (tzw. accipere iudicium).
W ten sposób strony ugruntowywały spór i wyrażały aprobatę co do ujętych w formułce zasad, wobec których miał być on rozstrzygnięty, oraz co do wymienionego w niej sędziego.
Z chwilą wręczenia formułki następowała tzw. konsumpcja skargi – powodowi nie przysługiwało już roszczenie – zamiast tego miał on prawo do uzyskania wyroku opartego na treści formułki.

## W postępowaniu kognicyjnym
W tym postępowaniu nie było podziału na in iure i apud iudicem, więc okoliczności i skutki litis contestationis były inne – za tę czynność uważano samo złożenie oświadczeń przez strony procesowe. (Np. żądanie powoda i zarzuty pozwanego). Nie następowała wtedy konsumpcja skargi.